# Pinoasa
Pinoasa – wieś w Rumunii, w okręgu Gorj, w gminie Câlnic. W 2011 roku liczyła 253 mieszkańców.